# Ágata azul

## Descripción
El ágata azul, una subvariedad del cuarzo, es una gema  muy atractiva, que se presenta en bandas concéntricas que alteran los colores blanco y azul. Su belleza depende tanto de la intensidad como de la abundancia de color azulado. Se forma en cavidades de rocas volcánicas en las que se filtran soluciones calientes ricas en sílice (SiO2).  Las variaciones en las impurezas de la solución y las condiciones en que se depositan los minerales dan origen a las diferentes capas. Si el enfriamiento de la solución es lento, se pueden producir macrocristales de cuarzo en la zona central, mientras que si es rápido, los cristales serán microscópicos.
En la actualidad, el ágata, y especialmente la de color azul, es una gema muy apreciada en China y la India a causa de la importancia que tienen estas piedras para el budismo y para el feng-shui en la decoración de interiores.
En Occidente fue una gema muy valorada durante el Renacimiento. De esta época son la mayor parte de los camafeos de ágata azul, realizados en delicadísimas tallas, cuyo valor estético se ha mantenido hasta nuestros días.